# Astor Holmqvist
Astor Torvald Holmqvist, född 8 juni 1923 i Stockholm,  död 31 januari 1983 i Johanneshov, var en svensk inspicient, cirkusartist och turnéledare.
Holmqvist var mellan 1953 och 1960 anställd av AB Knäppupp som turnéledare för sommarturnérna. Han arbetade även vid cirkusen som lindansare under artistnamnet Astor.

## Filmografi
- 1957 – Kortknäpp
- 1964 – Svenska bilder
- 1968 – Masturbationsdrama